# O poveste cu cântec
O poveste cu cântec este un film românesc din 1949 regizat de Artin Badea.